# 泉佐野站
泉佐野站（日语：／ Izumisano eki */?）是南海電氣鐵道（南海電鐵）的鐵路車站，位於大阪府泉佐野市。

## 歷史
- 1897年（明治30年）10月1日 - 此站啟用，當時稱為佐野站。
- 1897年（明治30年）11月9日 - 隨著鐵路延伸至尾崎站，此站成為中途站。
- 1944年（昭和19年）6月1日 - 車站因公司合併成為近畿日本鐵道之車站。
- 1947年（昭和22年）6月1日 - 車站因業權轉讓重新成為南海電氣鐵道之車站。
- 1948年（昭和23年）4月1日 - 為配合市制實行，車站改稱泉佐野站。
- 1994年（平成6年）6月15日 - 南海機場線啟用。
- 2002年（平成14年）5月26日 - 車站上行線高架化。
- 2005年（平成17年）11月27日 - 車站下行線高架化。
- 2006年（平成18年）7月1日 - 「PiTaPa」開始能於此站使用。

## 車站構造
設有待避設備的島式月台3面4線的高架車站。南海本線與機場線按方向共用月台。作為機場線的起點站，向着1號月台中央附近一側，設有同線的0公里標識。設有廁所。
此站設有站長，管轄鶴原站～樽井站各站與臨空城站。

### 月台配置
| 月台 | 路線          | 方向       | 目的地                                                   | 備註                                                     |
| ---- | ------------- | ---------- | -------------------------------------------------------- | -------------------------------------------------------- |
| 1    | 南海線 機場線 | 下行待避線 | 和歌山市方向 關西機場方向                                |                                                          |
| 2    | 南海線 機場線 | 下行本線   | 和歌山市方向 關西機場方向                                | 下行本線到站列車的上下客通常在此月台                     |
| 3    | 南海線 機場線 | 下行本線   | 和歌山市方向 關西機場方向                                | 下車月台及4號月台的轉乘月台                              |
| 4    | 南海線        | 上行本線   | 5號月台到站列車的下車及3號月台的轉乘月台。此月台不可上車 | 5號月台到站列車的下車及3號月台的轉乘月台。此月台不可上車 |
| 5    | 南海線        | 上行本線   | 難波方向                                                 | 上行本線到站列車的上下通常在此月台                       |
| 6    | 南海線        | 上行待避線 | 難波方向                                                 |                                                          |

## 相鄰車站
南海電氣鐵道
南海本線
■特急「南方」
岸和田（NK24）－泉佐野（NK30）－尾崎（NK37）
■急行
貝塚（NK26）－泉佐野（NK30）－尾崎（NK37）
■區間急行（此站－和歌山市站間各站停車）
貝塚（NK26）－泉佐野（NK30）－羽倉崎（NK33）
■準急（只限往難波運行）、■普通
井原里（NK29）－泉佐野（NK30）－羽倉崎（NK33）
機場線

- ■特急「Rapi:t」停車站

■機場急行
貝塚（南海本線）（NK26）－泉佐野（NK30）－臨空城（NK31）
■普通
井原里（南海本線）（NK29）－泉佐野（NK30）－臨空城（NK31）

## 外部連結
- 泉佐野 - 南海電氣鐵道